# Il padre della sposa 2
Il padre della sposa 2 (Father of the Bride Part II) è un film del 1995, diretto dal regista Charles Shyer, sequel de Il padre della sposa del 1991, diretto sempre da Shyer.

## Trama
La vita scorre tranquilla per George Banks, ormai rassegnato ad aver "perso" la figlia adorata, sposa felice "dell'usurpatore" Bryan MacKenzie. Scosso dalla notizia che la figlia Annie lo sta per rendere nonno, in un trasporto di giovanilismo si tinge i capelli, rifiuta una scappatella al semaforo con una disinvolta guidatrice, ed invece si concede una scappatella domestica (visto che il figlio adolescente Matty è fuori casa) con la moglie Nina. Poi decide per un rinnovamento totale e vende la casa ad un arabo, che gli offre una sostanziosa quantità di denaro se la libera entro dieci giorni. Con Nina si trasferisce dai genitori del genero, con il problema dei due cani doberman con i quali non ha un rapporto idilliaco e che lo costringono a dormire sul pavimento. Ma il destino gli prepara un duplice agguato: anche Nina aspetta un pargolo, così avrà un figlio ed un nipotino della stessa età. Mentre Nina è felice, George dà segni di insofferenza, tanto che la moglie lo allontana costringendolo a farsi ospitare dalla figlia. In una crisi di nostalgia per la vecchia casa, che l'arabo vuole demolire, la ricompra, e fa pace con la moglie offrendole la recuperata magione. Le due puerpere vi si installano, e il tuttofare Frank Eggelhoffer, già organizzatore del matrimonio di Annie, arreda la camera del nascituro. I due parti devono avvenire quasi contemporaneamente, e George, sempre pronto ad intervenire, incapace di dormire e sfinito dai continui falsi allarmi di Annie, viene impasticcato da Frank proprio nel momento cruciale, e così il bizzarro ma generoso factotum deve trascinarlo per i piedi fino all'automobile e guidarla con qualche rischio fino all'ospedale, dove i lieti eventi sono pilotati dalla giovane ed efficiente dottoressa Megan Eisenberg, invece del ginecologo di famiglia, con grande sconcerto iniziale di George che poi si arrende dinanzi all'efficienza della giovane. Il nipotino è un bel maschietto e una nuova figlia si affianca così ad Annie che però, per qualche mese, andrà col marito a Boston per un lavoro affidatole. George si consola pensando a quando giocherà a basket con la piccola nel campetto dietro casa, proprio come faceva in passato con Annie.

## Riconoscimenti
- 1996 - Golden Globe
  - Nomination Miglior attore in un film commedia o musicale a Steve Martin
- 1996 - American Comedy Awards
  - Nomination Attore più divertente a Steve Martin
- 1996 - BMI Film & TV Award
  - Miglior colonna sonora a Alan Silvestri